# 斯卡塔
斯卡塔（法語：Scata，法語發音：[skata]）是法国上科西嘉省的一个市镇，属于科尔泰区。

## 地理
斯卡塔（42°24'59"N, 9°24'5"E）面积2.8 平方千米，位于法国上科西嘉省，该省份位于科西嘉北部，后者为地中海西部的一座岛屿，也是法国的一个单一领土集体，位于法国大陆部分的东南面，意大利半島的西面，最临近的地块是撒丁岛。
与斯卡塔接壤的市镇（或旧市镇、城区）包括：卡萨尔塔、皮亚诺、拉波尔塔。

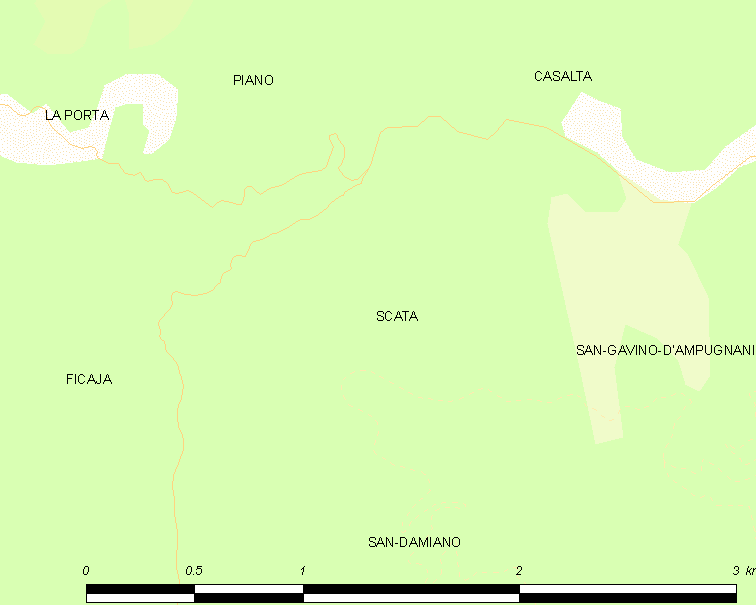
斯卡塔的OSM定位图

斯卡塔的时区为UTC+01:00、UTC+02:00（夏令时）。

## 行政
斯卡塔的邮政编码为20213，INSEE市镇编码为2B273。

## 政治
斯卡塔所属的省级选区为卡辛卡-富马尔托县。

## 人口

1962-2008年间斯卡塔人口变化图示

斯卡塔于2022年1月1日时的人口数量为42人。